# Tranvia Milano-Limbiate
La tranvia Milano-Limbiate era una tranvia interurbana che collegava Milano e Limbiate. Dal 1939 fu gestita dall'ATM di Milano, che in anni recenti la identificò come linea 179.
È stata soppressa il 30 settembre 2022 e sostituita da autocorse, in attesa della sua ipotizzata conversione in metrotranvia.

## Storia
La linea nacque nel 1882 come tranvia interurbana a trazione equina che collegava Milano, presso Porta Volta, ad Affori, allora comune autonomo. L'impianto era gestito dalla Società Anonima degli Omnibus (SAO).

### La Edison e l'elettrificazione della Milano-Affori
Il primo progetto di elettrificazione della linea fu presentato dalla Edison il 16 aprile 1897, negli stessi mesi in cui stava elettrificando le linee urbane della zona di Porta Volta. Contrariamente alle aspettative di un'imminente attivazione dell'esercizio elettrico, in vista del quale la società aveva già allestito le prime tre vetture a due assi da destinarvi, il progetto si arenò per tre anni. Solo con Regio Decreto 5 luglio 1900 fu autorizzato l'esercizio con trazione elettrica, secondo il progetto aggiornato al 30 dicembre 1899.
La Edison iniziò immediatamente i lavori, tanto che risultarono conclusi già entro la fine di luglio, ad eccezione del raddoppio del binario in corrispondenza del sottopasso della sorgente: quest'ultima modifica fu decisa in corso d'opera per favorire la circolazione tranviaria e veicolare, se si pensa che su quel singolo binario venivano a convergere oltre alla linea di Affori - ancora esercitata a cavalli - anche la tranvia a vapore per Carate e Giussano e la linea elettrica urbana di Porta Garibaldi, prolungata poco tempo prima verso via Farini. A nord del sottopasso ferroviario, la linea condivideva in uso promiscuo i binari urbani già elettrificati fino all'altezza dell'incrocio con l'attuale viale Stelvio: da qui proseguiva quindi a binario unico sul lato sinistro della provinciale Comasina, mantenendo in un primo momento i raddoppi esistenti al rondò Valassina e a Dergano.
La tranvia fu aperta all'esercizio elettrico il 7 settembre con corse aventi una frequenza di venti minuti, dalle 5 alle 10 e dalle 15 alle 20, e di trenta minuti, dalle 10 alle 15 e dalle 22. Nei giorni festivi, dato il maggior afflusso di viaggiatori, l'ultima partenza dai rispettivi capilinea fu prolungata alle 23,30.
Sulla linea vennero inizialmente assegnate le tre motrici a due assi 401-403, costruite tre anni prima, alle quali se ne aggiunse una quarta (404), che entrò in servizio il 16 settembre 1900. Tuttavia, di lì a pochi mesi prevalse l'uso quasi esclusivo di motrici a due assi urbane, in tutto analoghe alle precedenti, che erano state nel frattempo destinate alla Milano-Monza, aperta il 31 dicembre di quello stesso anno.

### Il prolungamento a Varedo e Mombello
I primi anni di esercizio videro la progressiva urbanizzazione dell'asse di via Farini, con l'avanzamento dei binari comunali fino all'attuale piazzale Maciachini, che comportò la contestuale abolizione del raddoppio esistente al rondò Valassina, in uso alla linea di Affori. I nuovi impianti entrarono probabilmente in esercizio il 17 maggio 1910, mentre per il definitivo prolungamento della linea urbana di via Farini fino al nuovo capolinea di piazzale Maciachini si dovette aspettare il 27 aprile 1911.
Una modifica di un certo rilievo interessò invece il capolinea urbano della linea, che il 1º novembre 1911 venne spostato dal piazzale di Porta Volta allo slargo retrostante le scuole Piatti, nei pressi di via Legnano (piazzale Marengo), dove venne realizzato un piccolo anello con raddoppio. La modifica si inseriva quale compensazione dell'arretramento della Milano-Monza da piazza Duomo a Porta Venezia, e aveva il vantaggio di eliminare l'ingombro delle vetture elettriche in sosta tra il piazzale di Porta Volta e il tratto iniziale di via Farini, dove già sostavano i pesanti convogli a vapore della Lombardy.
Con il Regio Decreto 4 aprile 1912, n. 380, la Edison fu autorizzata a costruire il prolungamento tra Affori e Varedo. I lavori prevedevano la costruzione di una rimessa dotata di sottostazione elettrica presso il capolinea di Varedo e di un sovrappasso, con pendenza massima del 40 per mille, necessario a scavalcare la ferrovia Milano-Asso in corrispondenza dell'attuale sottopasso stradale di via Comasina. La linea fu aperta il 15 novembre 1915.
La Edison era intenzionata a prolungare la tranvia fino alla frazione di Mombello di Limbiate, nei pressi dell'ospedale psichiatrico. La costruzione del nuovo tronco fu autorizzato con Regio Decreto 7 maggio 1919, n. 6037, e fu aperto all'esercizio il 1º febbraio 1920.

### La gestione STEL
Il 30 dicembre 1919 la Milano-Varedo passò in gestione alla Società Trazione Elettrica Lombarda (STEL). Negli anni venti la nuova società esercente trasferì la quasi totalità del percorso su sede riservata protetta da un cordolo (marciatram).
Nel 1932 fu aperta una diramazione, lunga 700 metri, che si staccava dall'abitato di Affori per giungere a Bruzzano. L'autorizzazione alla sua costruzione fu ottenuta con Regio Decreto 17 novembre 1932, n. 1525.

### L'epoca ATM

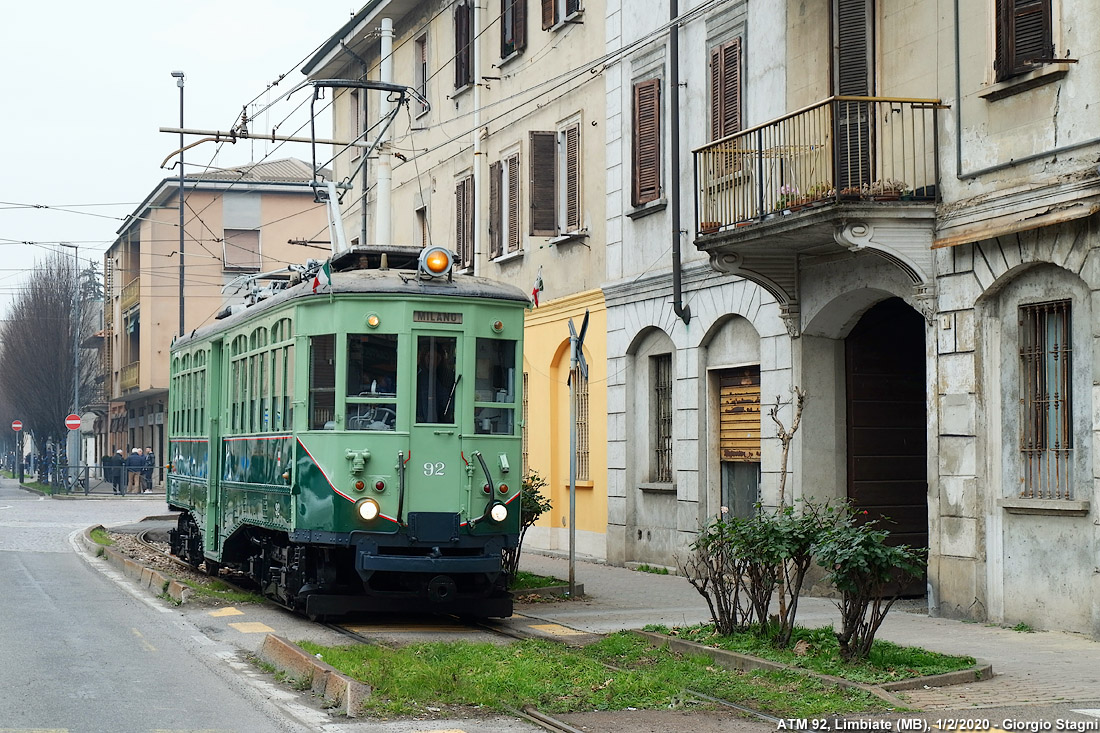
La motrice Reggio Emilia 92 lungo la linea durante il viaggio speciale in occasione del centenario.

Con l'Atto Rivolta, ratificato il 30 giugno 1939, la gestione della linea passò all'ATM di Milano.
Nel 1952 la Milano-Limbiate fu oggetto di numerose varianti di tracciato:
- il capolinea fu arretrato da piazzale Marengo ai Bastioni di Porta Volta e fu unificato con quello della linea per Carate e Giussano. L'anello tranviario di piazzale Marengo rimase attivo per il servizio vicinale destinato a Bruzzano;
- il percorso della tranvia fu deviato al centro di viale Rubicone, a quel tempo appena completato, riducendo il tracciato di 400 metri e sostituendo la rampa con acclività massima del 40 per mille con un nuovo sovrappasso avente pendenza massima del 23 per mille;
- fu eliminato il tracciato diretto fra la fermata di Limbiate Paese e quella di Limbiate Ospedale per sostituirlo con un percorso più lungo che entrava nella stazione capolinea dalla parte opposta[14].

Nel 1958, per problemi dovuti all'acclività del sovrappasso che era stato costruito in quel periodo sulla stazione di Milano Porta Nuova, il capolinea fu arretrato in via Valtellina.
Nel 1959, l'Ufficio Tecnico dell'ATM presentò il progetto delle "linee celeri della Brianza" con l'obiettivo di sostituire le tranvie per Limbiate e per Carate con moderne metrotranvie. In particolare, il progetto della Milano-Limbiate prevedeva di sviluppare la linea in sede propria, a poca distanza dal tracciato tranviario originale. Era inoltre prevista una diramazione che dalla fermata di Cassina Amata giungesse a Garbagnate. Il progetto non ebbe la necessaria copertura finanziaria per poter essere realizzato, tuttavia sul finire degli anni sessanta l'ATM svolse alcuni lavori di sterro lungo via Enrico Fermi e viale Rubicone per predisporre il tracciato della linea celere per Limbiate. A conclusione di quei lavori, la municipalizzata decise di trasferire la tranvia dal percorso su marciatram di viale Rubicone a quello in sede propria costruito per la linea celere.
Nel 1961 la Milano-Bruzzano fu classificata come tranvia urbana e numerata come "Linea 9".
Il completamento della linea celere dell'Adda (Milano-Gorgonzola), all'inizio degli anni settanta, comportò il trasferimento presso il deposito di Varedo di alcune motrici "Reggio Emilia" che operavano sulla tranvia Milano-Vaprio e che da allora divennero presenza abituale sulla linea. La decisione di sopprimere anche la tranvia tra Gorgonzola e Vaprio d'Adda e la Milano-Vimercate, tra il 1978 e il 1982, comportò il trasferimento del materiale Bloccato che era stato concepito per le Celeri dell'Adda.

### Il declino

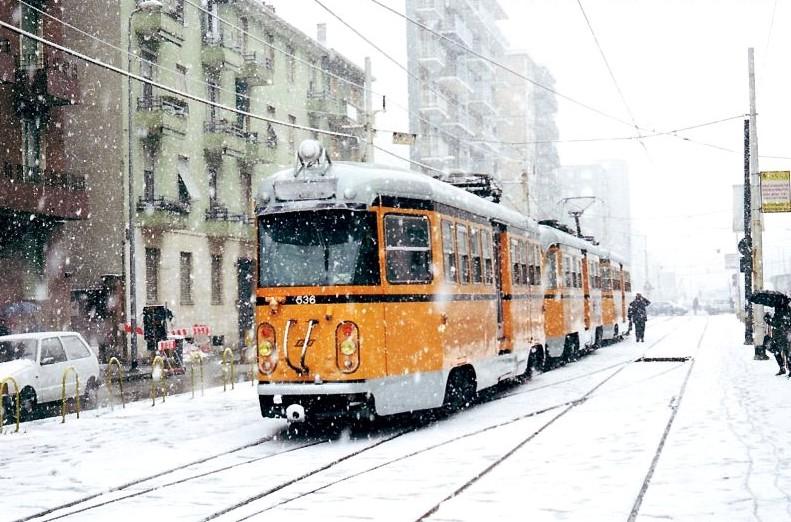
Il Bloccato 535+503+536, sotto la neve, nei pressi del vecchio capolinea tranviario di via Vincenzo da Seregno a Affori.

Il 12 aprile 1999 fu soppresso il tratto urbano della tranvia tra il capolinea di Milano via Valtellina e il raddoppio di Affori via Vincenzo da Seregno, a causa dell'allargamento dei cantieri per la costruzione della linea M3 presso piazzale Maciachini. A partire dalla stessa data le corse serali furono sostituite da un servizio automobilistico collegante la stazione Zara della linea M3 con la fermata tranviaria di Limbiate Ospedale.
Nel 2006 una gara d'appalto fu bandita per la ricostruzione della linea secondo gli standard di una metrotranvia, ma l'idea fu presto rinviata in assenza delle risorse economiche necessarie al progetto. Il 28 giugno 2009, il servizio festivo fu soppresso e sostituito da autocorse sostitutive.
Due anni dopo, il nuovo capolinea venne attestato nel quartiere della Comasina nei pressi dell'omonima fermata della linea M3, mediante un'apposita variante. La tratta lungo viale Rubicone fino a via Vincenzo da Seregno fu dismessa il 17 marzo, quando il capolinea venne provvisoriamente trasferito da Affori alla fermata di Milano Max Meyer. L'apertura del nuovo capolinea di Milano Comasina M3 avvenne il 29 dello stesso mese.
Il 14 maggio 2012, data la mancanza delle caratteristiche sufficienti a garantire in sicurezza l'esercizio tranviario e su imposizione dell'Ufficio speciale trasporti a impianti fissi (USTIF), il servizio fu sospeso e sostituito da un'autolinea, con la condizione di poter riprendere nel caso gli enti preposti effettuassero i lavori di messa in sicurezza della tranvia secondo i dettami imposti dall'Ufficio Speciale. Parte di tali lavori furono svolti tra giugno e ottobre. Di conseguenza, l'USTIF, verificate le condizioni di sicurezza, autorizzò la ripresa dell'esercizio a partire dal 22 ottobre. Inizialmente, il servizio fu svolto dal lunedì al venerdì, allo scopo di consentire il completamento dei lavori di manutenzione durante il fine settimana. In seguito, a partire dal 15 dicembre dello stesso anno, fu riattivato anche al sabato.
Dal 12 giugno 2017, per agevolare lo svolgimento dei lavori di manutenzione sulla linea e del materiale rotabile, l'esercizio tranviario fu nuovamente sospeso e sostituito da autocorse fino all'11 settembre, quando il servizio riprese parzialmente per coprire le fasce orarie di punta "6,00-10,00/16.30-21,00", dal lunedì al sabato. Durante i mesi di stop furono messi in sicurezza gli attraversamenti carrabili privati presenti lungo la linea, potenziati gli impianti di asservimento semaforico agli incroci stradali giudicati pericolosi, sostituite le traversine ammalorate e riqualificate alcune fermate principali. Ulteriori lavori ai binari e alle intersezioni stradali, tra cui l'eliminazione di alcuni avvisi acustici a campanella con dei semafori, furono eseguiti nel 2019.

### La chiusura e il progetto di riapertura come metrotranvia
Il 30 settembre 2022 l'esercizio tranviario fu soppresso e sostituito integralmente da un autoservizio a causa della mancanza dei requisiti sicurezza, causati a loro volta dalla mancata manutenzione straordinaria dell'infrastruttura da parte di ATM e città metropolitana di Milano.
Alla fine dello stesso anno fu approvato il progetto definitivo di conversione in metrotranvia, prevedendo l'avvio dei lavori una volta rinvenuta la porzione di fondi mancante, poi stanziata dal Ministero delle infrastrutture e dei trasporti nel febbraio 2024. Nel progetto di conversione è compreso anche il bando di ATM per l'acquisto di nuove vetture tranviarie, aggiudicato nel 2020 alla Stadler Rail, da destinare a entrambe le interurbane.

## Caratteristiche
| Unused urban continuation backward |

|  |  | Unknown route-map component "uexSTR+l" + Unknown route-map component "uexSTRl" | Unknown route-map component "uexHSTq" + Unknown route-map component "NULgq" | Unknown route-map component "uexSTR+r" |

|  |  | Unknown route-map component "uexSTRf" |  | Unknown route-map component "uexBHF" + Unknown route-map component "NULg" |

|  |  | Unknown route-map component "uexABZg+l" | Unknown route-map component "uexSTRfq" | Unknown route-map component "uexSTRr" |

| Unknown route-map component "uexHST" |

| Unknown route-map component "uexCONTgq" | Unknown route-map component "uexABZgr" |  |

| Unknown route-map component "uexBHF" |

| Unknown route-map component "uexBHF" |

| Unknown route-map component "CONTgq" | Unused waterway under railway bridge | Unknown route-map component "CONTfq" |

| Unknown route-map component "uexHST" |

| Unknown route-map component "uexHST" |

| Unknown route-map component "uexSPLa+l" + Unknown route-map component "uexlBHF~L" | Unknown route-map component "uexABZgr" + Unknown route-map component "uexlBHF~R" |  |

| Unknown route-map component "c" + Unknown route-map component "uexKBHFe" | Unknown route-map component "uexv-STR" | Unused straight waterway |  | Unknown route-map component "c" |

| Unknown route-map component "dCONTgq" | Unknown route-map component "cSTRq" | Unknown route-map component "uxmdKRZo" | Unknown route-map component "cSTRq" | Unknown route-map component "uxmdKRZo" | Unknown route-map component "CONTfq" | Unknown route-map component "d" |

| Unknown route-map component "c" + Unknown route-map component "uexvSHI3+l-" | Unknown route-map component "cd" + Unknown route-map component "ulCONTg@F" | Unknown route-map component "uexSHI4c4" + Unknown route-map component "uexv-STR" |  | Unknown route-map component "d" |

| Unknown route-map component "c" + Unknown route-map component "uexdSTR" | Unknown route-map component "d" + Urban End station in tunnel | Unknown route-map component "uexKBHFa" + Unknown route-map component "uexSTR~L" | Unknown route-map component "uexSTR~R" | Unknown route-map component "cd" |

| Unknown route-map component "uexvSTRl-" | Unknown route-map component "uexv-STR+r" + Unknown route-map component "uexv-SHI2g+r" | Unknown route-map component "d" |  |

| Unknown route-map component "uexHST" |

| Unknown route-map component "uexSKRZ-Au" |

| Unknown route-map component "uexBHF" |

| Unknown route-map component "uexHST" |

| Unknown route-map component "uexHST" |

| Unknown route-map component "uexHST" |

| Unknown route-map component "uexHST" |

| Unknown route-map component "uexBHF" |

| Unknown route-map component "uexHST" |

| Unknown route-map component "uexHST" |

| Unknown route-map component "uexHST" |

| Unknown route-map component "uexWBRÜCKE1" |

| Unknown route-map component "uexHST" |

|  | Unknown route-map component "uexABZgl" | Unknown route-map component "uexKDSTeq" |

| Unknown route-map component "uexHST" |

| Unknown route-map component "uexDST" |

| Unknown route-map component "uexHST" |

| Unknown route-map component "uexHST" |

|  | Unknown route-map component "uexKRWgl" | Unknown route-map component "uexKRW+r" |

|  | Unused straight waterway | Unknown route-map component "uexHST" |

|  | Unknown route-map component "uexBHF" + Unknown route-map component "exlENDE@G" | Unused straight waterway |

|  | Unknown route-map component "uexSTRl" | Unknown route-map component "uexSTRr" |

La linea era una tranvia a binario singolo a scartamento ordinario tranviario da 1445 mm. La trazione era elettrica a 600 volt in corrente continua. I raddoppi erano siti a Cormano (località Molinazzo), Cassina Amata e Varedo, oltre ai due capilinea.
La circolazione dei convogli era regolata dal Dirigente Unico con sede in Milano (via Monterosa). La sicurezza della circolazione nelle stazioni e lungo la linea veniva garantita dal capotreno che interveniva nel controllo degli incroci.
Dall'11 settembre 2017, su richiesta esplicita dell'USTIF, l'infrastruttura risultò suddivisa in tre sezioni d'esercizio, delineate da appositi cartelli colorati.
La tranvia si completava di un deposito per la rimessa dei mezzi tranviari, collocato nel territorio comunale di Varedo.